# (72513) 2001 DW78
2001 دي دابليو 78 (ويعرف أيضًا باسم (72513) 2001 دي دابليو 78 وفق تسمية الكوكب الصغير) (بالإنجليزية: 2001 DW78)‏ هو كويكب ضمن حزام الكويكبات؛ وترتيبه 72513 من حيث الاكتشاف.
اكتُشف هذا الجُرم الفلكي بواسطة تعقب الأجرام القريبة من الأرض في 18 فبراير 2001.

## وصلات خارجية
- (72513) 2001 DW78 في قاعدة بيانات مختبر الدفع النفاث لأجرام النظام الشمسي الصغيرة

- الاكتشاف · مخطط المدار ·  العناصر المدارية · المعلمات المادية

- (72513) 2001 DW78 على موقع ويكي سكاي: DSS2, SDSS, GALEX, IRAS, Hydrogen α, X-Ray, Astrophoto, Sky Map, Articles and images